# Aranaz
Aranaz (oficialmente en euskera: Arantza) es una villa y municipio español de la Comunidad Foral de Navarra, situado en la merindad de Pamplona, en la comarca de Cinco Villas y a 66 km de la capital de la comunidad, Pamplona. Su población en 2024 fue de 619 habitantes (INE).

## Toponimia
Aranaz      es el nombre histórico de este municipio y sigue considerándose como el nombre formal del mismo en castellano. Fue la denominación oficial del municipio hasta el 30 de enero de 1989, cuando fue cambiada por Arantza, que es el nombre de la localidad en euskera. Al estar el municipio ubicado en la Zona Vascófona de Navarra, de acuerdo a la Ley del Vascuence de Navarra de 1986, los topónimos oficiales deben ser en dicha lengua, salvo que exista una denominación distinta en castellano, en cuyo caso ambas serían cooficiales. En este caso se interpretó que Aranaz y Arantza no eran más que variantes del mismo nombre por lo que solo la denominación vasca es oficial actualmente.
La villa aparece mencionada ya bajo el nombre de Aranaz en 1280 y 1366. Otras variantes bajo las que aparece durante la Edad Media son Araynnaz, Aranatze y Raynaz. En la Edad Moderna se la menciona como Aranaz de las cinco villas de Lerin (1644, NEN). Este topónimo se utilizaba indistintamente tanto en euskera como en castellano, aunque en euskera este topónimo se pronunciara también como Aranatz.
Existe una comarca en Navarra llamada Tierra de Aranaz, cuya cabeza es la localidad de Echarri-Aranaz. Esta comarca se ubica a unos 80 km de distancia de la villa de Aranaz, también dentro de la zona vascófona de Navarra. Se ignora si existe alguna relación entre ambos topónimos. Su significado etimológico es dudoso aunque parece probable que provenga de la lengua vasca.
El topónimo está formado por un primer término aran(a) o arain(a) y un sufijo -tz(e) o -tz(a). Si el primer término se correspondiera a aran (ciruela o ciruelo en lengua vasca) y se diera al sufijo un significado de abundancial -tze o -tza, cabe pensar en un fitónimo que significara lugar con abundantes ciruelos. Esta explicación es plausible ya que arain ha utilizado en euskera como variante de aran (ciruelo), pero presenta el problema de la "a" detrás de aran en el topónimo, que parece que es orgánica y no el artículo en euskera. Curiosamente un origen etimológico como este podría haber dado lugar a un topónimo como Arantz(a) que es la actual denominación en lengua vasca del municipio, pero esta es una variante que no está históricamente documentada hasta tiempos bastante recientes. Otra hipótesis, propuesta esta por Patxi Salaberri, es que el primer término del topónimo se corespondería a haran (valle o vaguada en lengua vasca), seguido de un artículo -a fosilizado y un sufijo -tz con valor locativo. El significado etimológico sería algo similar al lugar de El Valle. Otro término que se ha especulado que podría esconderse detrás del nombre de la villa es arain (allende, al otro lado). Etimologías populares, generalmente relacionadas con el término "valle", suelen dar el significado de tras del valle, lugar de valles o dedo del valle al nombre de este municipio.
El actual nombre vasco del municipio, Arantza, es relativamente moderno y se cree que proviene de una evolución del más antiguo Aranatz. Pudo surgir bien por una metátesis vocálica, tal y como propone el filólogo Patxi Salaberri (Aranatz -> Arantza); o por un fenómeno de contracción Aranatz -> Arantz y posterior adición del artículo vasco -a, Arantz -> Arantza, como propone el filólogo Mikel Belasko. Curiosamente esta variante, hasta su oficialización, se utilizaba solo localmente, mientras que en las comarcas vecinas se referían a la localidad (hablando en euskera) siempre como Aranaz. En este caso, la Real Academia de la Lengua Vasca (Euskaltzaindia) optó por oficializar la variante local moderna del nombre, en vez de la denominación más histórica, aunque en otros casos se haya seguido el criterio contrario.
El gentilicio de los habitantes de esta localidad es aranaztarra, utilizado tanto en castellano como en euskera y válido tanto para hombres como mujeres. También se utiliza en euskera la variante arantzatarra, aunque según Euskaltzaindia no es correcta.

## Símbolos

### Escudo
El escudo de armas de la villa de Aranaz tiene el siguiente blasón:

Cuartelado. Primero de pista y dos hierros de flecha azules y en campo de oro dos lobos negros andantes. Segundo de plata y una cruz de azur sobre nubes. Tercero de gules y las cadenas de Navarra de oro. Cuarto de plata, una encina de sínople y a los lados abarcas de oro atadas con lazos rojos. Por timbre una corona abierta.

## Geografía
La localidad de Aranaz está situada en la parte Noroeste de la Comunidad Foral de Navarra a una altitud de 271 m s. n. m. Su término municipal tiene una superficie de 31,2 km² y limita al norte con el municipio de Lesaca, al este con el de Yanci y los montes de Bidasoa y Berroarán, al sur con los municipios de Ituren y Zubieta y al oeste con el de Goizueta.
El municipio conforma un circo rodeado de montañas. Por el norte por el monte Unanua (650 m s. n. m.), por el este por los de Apaola (681 m s. n. m.) y Mendieder (1074 m s. n. m.), por el sur por los de Ekaitza (1034 m s. n. m.) y Artikutza (1042 m s. n. m.) y por el oeste por los de Araña (1037 m s. n. m.), Beutzunza (912 m s. n. m.) e Iza (828 m s. n. m.). El pico más elevado, el monte Ekaitza (tormenta en euskera) es el origen del regato denominado Arrata, que desemboca 7 km río abajo en el río Bidasoa, a la altura de las Ventas de Yanci (Berrizaun).

## Demografía
Aranaz cuenta con una población de 619 habitantes (INE 2024).
| Gráfica de evolución demográfica de Aranaz entre 1842 y 2021 |
| |
| Población de derecho según los censos de población del INE Población de hecho según los censos de población del INEEn estos censos se denominaba Aranaz: 1842, 1857, 1860, 1877, 1887, 1897, 1900, 1910, 1920, 1930, 1940, 1950, 1960, 1970 y 1981 |

## Administración y política

### Gobierno municipal
Aranaz conforma un municipio el cual está gobernado por un ayuntamiento de gestión democrática desde 1979, formado por 7 miembros elegidos en las elecciones municipales según está dispuesto en la Ley Orgánica del Régimen Electoral General. La sede del consistorio está situada en la plaza Herriko, 7 de la localidad de Aranaz.

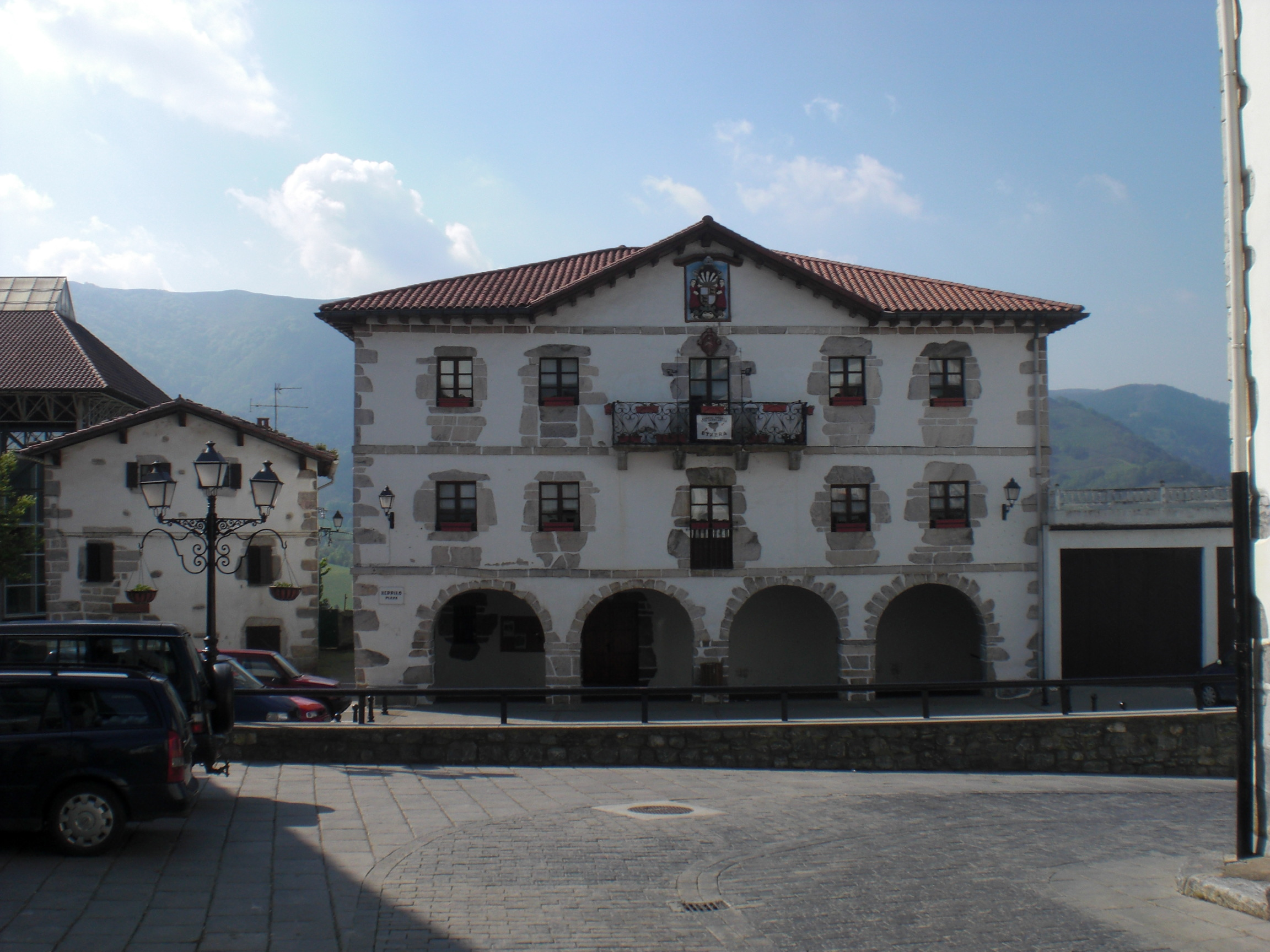
Casa consistorial

| Partido político                                             | 2015  | 2015       | 2011  | 2011       | 2007  | 2007       | 2003  | 2003       | 1999  | 1999       | 1995  | 1995       | 1991  | 1991       |
| Partido político                                             | %     | Concejales | %     | Concejales | %     | Concejales | %     | Concejales | %     | Concejales | %     | Concejales | %     | Concejales |
| Euskal Herria Bildu (EH Bildu)-Bildu                         | 89,72 | 7          | 95,65 | 7          | —     | —          | —     | —          | —     | —          | —     | —          | —     | —          |
| Arantza Aitzera (AA)                                         | —     | —          | —     | —          | 56,44 | 4          | —     | —          | —     | —          | —     | —          | —     | —          |
| Euzko Alderdi Jeltzalea-Partido Nacionalista Vasco (EAJ-PNV) | —     | —          | —     | —          | 41,72 | 3          | 92,77 | 7          | 27,12 | 2          | 39,42 | 3          | 34,57 | 3          |
| Euskal Herritarrok (EH)                                      | —     | —          | —     | —          | —     | —          | —     | —          | 70,19 | 5          | —     | —          | —     | —          |
| Arantza Alde (AA)                                            | —     | —          | —     | —          | —     | —          | —     | —          | —     | —          | 60,58 | 4          | —     | —          |
| Herri Batasuna (HB)                                          | —     | —          | —     | —          | —     | —          | —     | —          | —     | —          | —     | —          | 41,96 | 3          |
| Eusko Alkartasuna (EA)                                       | —     | —          | —     | —          | —     | —          | PNV   | PNV        | PNV   | PNV        | —     | —          | 22,74 | 1          |

| Mandato   | Nombre de alcalde        | Partido político   |
| --------- | ------------------------ | ------------------ |
| 1979-1983 | Agustín Andueza Elizalde |                    |
| 1983-1987 |                          |                    |
| 1987-1991 |                          |                    |
| 1991-1995 |                          | Herri Batasuna     |
| 1995-1999 |                          | Arantza Alde       |
| 1999-2003 |                          | Euskal Herritarrok |
| 2003-2007 |                          | EAJ-PNV            |
| 2007-2011 | Ainara Maya Almándoz     | Arantza Aitzinera  |
| 2011-2015 | Jaime Iturría Michelena  | Bildu              |

### Organización territorial
El municipio se divide en las siguientes entidades de población, según el nomenclátor de población publicado por el INE (Instituto Nacional de Estadística). Los datos de población se refieren a 2014
| Entidad de Población | Población (2014) |
| -------------------- | ---------------- |
| Aranaz               | 349              |
| Ayenas               | 60               |
| Azquilarreta         | 66               |
| Bordalarrea          | 40               |
| Eguzquialdea         | 114              |

## Patrimonio

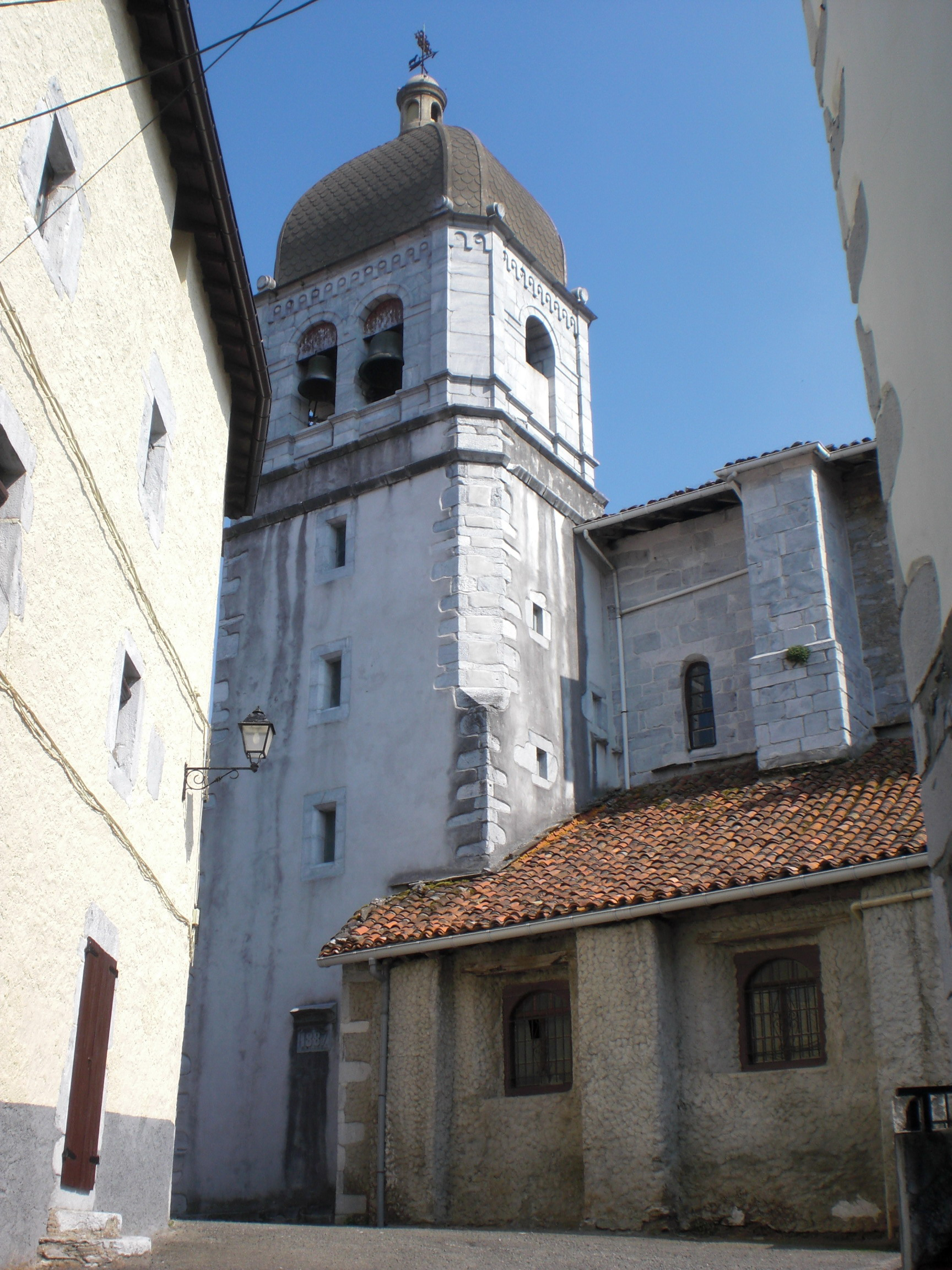
Iglesia de Nuestra Señora de la Asunción.

- Iglesia Nuestra Señora de la Asunción (1881)

- Ermita de San José (a 1 km., en la carretera de acceso).
- Ermita de San Juan Xar (en el límite con Yanci).

## Personas destacadas
- Santiago de Larraín y Vicuña (1666-1748): Caballero de la Orden de Santiago, gobernador y presidente de la Real Audiencia de Quito. Fundador del linaje de la Familia Larraín en Chile.
- Francisco Javier de Errázuriz y Larraín (1711-1767): comerciante y hacendado establecido en Santiago de Chile, donde fue alcalde y regidor, Es el fundador del linaje Errázuriz en Chile, que ha dado a dicho país cinco Presidentes de la República, dos Arzobispos de Santiago de Chile y un Cardenal de la Iglesia Católica.
- Juan Bautista de Irisarri (1755-1805): comerciante establecido en Guatemala y articulista proto-independentista.[15]
- José Iturria Erice, José María de Aranaz (1879-1952): sacerdote capuchino, misionero y escritor en lengua vasca.
- Bautista Madariaga Elizondo (1926): bertsolari. Campeón de Navarra en 1961.
- Salvador Madariaga Elizondo (1930): bertsolari.
- Antxon Maiz Bergara, Maiz II (1951): pelotari de la espacialidad de pelota mano. Cinco veces campeón del mano parejas.
- Donato Larretxea Lizardi (1960): aizkolari.